# Lettre de rémission
Une lettre de rémission est un document codifié, octroyé par le prince et scellé par la chancellerie, qui permet d’arrêter toute procédure judiciaire à l’encontre d’un justiciable qui a commis un crime ou un délit, au moyen d'une lettre patente. 
La rémission est un acte de pardon, de grâce ou d'indulgence, accordé par le roi. La rémission décharge le coupable de la peine qu'il avait encourue. Ce n'est pas une amnistie. Le délit existe toujours, mais il est interdit d'y faire référence, d'exiger une réparation ou autre.
La rémission est différente de la grâce, qui elle, intervient après la condamnation
Les origines latines du mot renvoient à remissionem, remissus, remittere qui signifient « remettre ».

## Historique

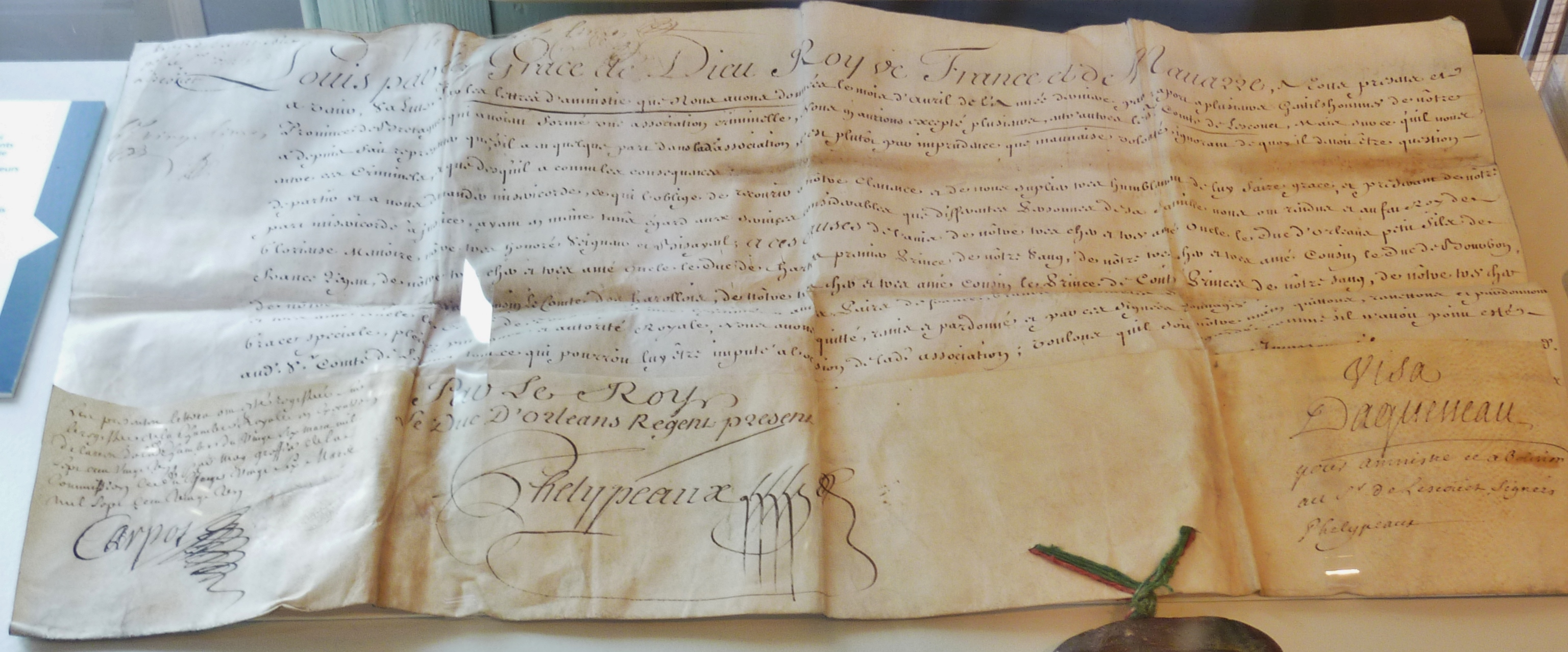
Lettre de rémission concernant Yves Alain Barbier de Liscoët après la Conspiration de Pontcallec (1721).

Les lettres de rémissions naissent et se développent au XIVe siècle, parallèlement à l’évolution de l’idée monarchique. Dès le départ, ces lettres de rémission ne concernent que les cas d’homicides involontaires, par exemple les accidents qui ont lieu à l’occasion de tournois sportifs ou encore les hypothèses de légitime défense. À cette époque, les juges n’ont pas à tenir compte des circonstances particulières d’un homicide puisque la seule peine prévue est la peine de mort. Jusqu’au XVIIe siècle, dans les coutumes, pour l’homicide avec ou sans intention le juge est obligé de prononcer la peine de mort. Le seul moyen pour le condamné d’échapper à cette peine de mort est alors de bénéficier d’une lettre de rémission du Roi.

## Contenu de la lettre
Formellement la demande de lettre de rémission était effectuée par le prévenu, mais dans la pratique c’était des professionnels du droit qui rédigeaient ces lettres. La requête était ensuite envoyée au maître des requêtes de la chancellerie et étudiée par le conseil (ducal par exemple dans le cas d’une lettre de rémission demandée au Duc de Bourgogne). La lettre suspendait la procédure. Plus généralement, le Roi accordait très souvent la rémission moyennant le paiement de frais de justice, d’une réparation à la famille de la victime et d’une amende payée au Roi. C’était les petites chancelleries, installées dans chaque province, ou bailliage, du Royaume, qui accordaient les lettres au nom du Roi et qui récoltaient l’argent.
Jusqu’au premier quart du XIVe siècle les lettres de rémissions sont écrites en latin. Dans les périodes suivantes, on alternera entre des prédominances de français et de latin. On constate d’ailleurs que les lettres écrites en français sont beaucoup plus longues que celles écrites en latin. Les lettres de rémissions reprenaient dans leur texte la requête du prévenu qui exposait en détail tous les faits de la cause. Le requérant exposait les faits de la manière la plus propre à justifier la rémission ; il faut préciser qu’à cette époque les suppliants sont majoritairement analphabètes et donc la personne qui rapportait les faits, technicien, notaire ou écrivain public, éludait les aspects défavorables au suppliant. Les lettres de rémission devaient d’abord être entérinées par la juridiction pénalement compétente qui vérifiait l’exactitude des faits allégués, sous peine de déboutement.
Au XVe siècle, l’octroi de la rémission devient une prérogative du pouvoir souverain. Le Roi accorde la rémission « selon son plaisir » et n’a pas à fournir de justifications. À partir de l’Ordonnance de Villers-Cotterêts de 1539, il appartient aux « petites chancelleries » établies auprès des parlements de délivrer les lettres de rémission. La rémission va être réglementée en 1541 par Charles Quint qui estime que son octroi est trop aisé. À la suite de cela, un édit de 1572 vient prévoir une condition particulière pour les lettres de rémission demandées par les nobles et les officiers du roi. Pour éviter tout jeu de pouvoir et de faveurs, ceux-ci devront faire entériner la rémission au Parlement dans le ressort duquel le crime a été commis, et non plus au bailliage. Malgré leur critique par une partie de la doctrine, les lettres de rémission seront maintenues par l’ordonnance criminelle de 1670 (Titre XVI).
Jusqu’au XVIe siècle on ne fait pas de distinction précise entre les termes de lettre de grâce, de pardon ou de rémission.

## Interprétation
Les lettres de rémission sont le symbole d’une relation forte entre le prince et ses sujets. On voit à ce titre que plus les requérants étaient proches du roi plus les cas de rémission étaient nombreux. Par exemple, on voit qu’une visite du roi dans une province suscitait toujours une élévation marquée du nombre de rémissions.
L’utilisation de la rémission illustre également la place du souverain dans le système judiciaire. En effet ces lettres émanent de la justice retenue du Roi et permettent d’interrompre le cours ordinaire de la justice déléguée.
On retrouve la trace des lettres de rémission dans les registres qui contiennent la transcription des actes émanés du Roi qui étaient retranscrits par la chancellerie royale au fur et à mesure de leur expédition aux destinataires. Ces lettres ont un intérêt historique à ne pas sous-estimer puisque du fait qu’elles soient rédigées et conservées dans des registres, elles offrent un panorama de la criminalité de l’époque. Elles peuvent concerner toutes les classes de la population et toutes les régions.

## Sources primaires
- André Joubert, Liste et analyse sommaire de vingt-six lettres de rémission accordées par les rois de France à des habitants des châtellenies de Château-Gontier et de Craon (XIVe – XVIe siècle), Laval, Imprimerie de L. Moreau, 1891, 19 p., [lire en ligne].
- Pierre Pégeot, Odile Derniame, Madeleine Hénin (éd.), Les lettres de rémission du duc de Lorraine René II (1473-1508), Turnhout : Brepols, Collection : ARTeM / Atelier de recherche sur les textes médiévaux ; 17, 2013, 555 p.,  (ISBN 9782503548326)
- Michel Nassiet (éd.), Les lettres de pardon du voyage de Charles IX (1565-1566), Paris : Société de l'histoire de France, Collection : Société de l'histoire de France ; 539, 2010, XLIII-718 p.,  (ISBN 978-2-35407-132-5)
- Augustin Chassaing, « Lettres de rémission relatives à la Haute-Loire, du XIVe siècle au XVIe siècle », Tablettes historiques de la Haute-Loire, Le Puy-en-Velay,‎ 1870, p. 28-32 (lire en ligne).